# Aquis Originis

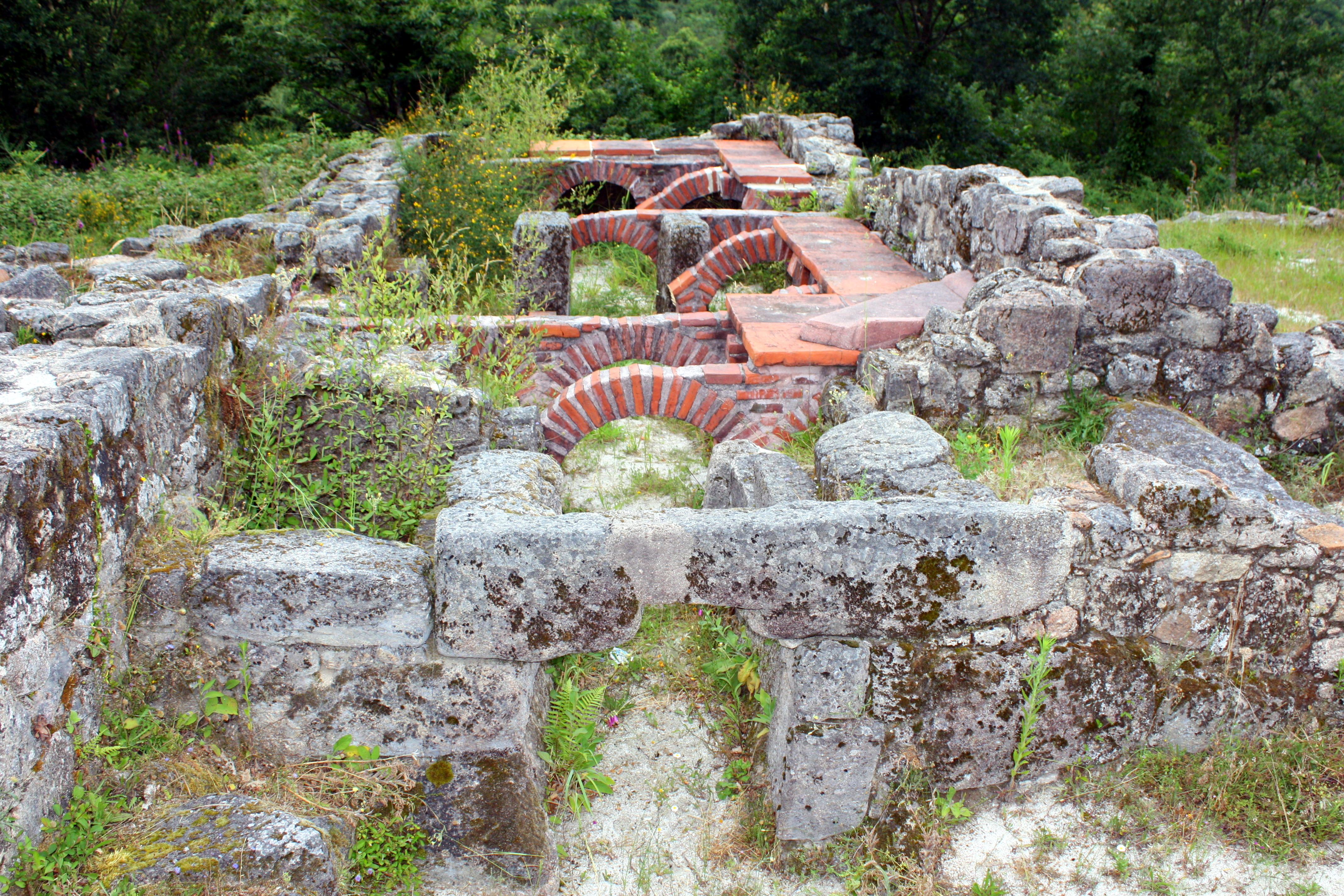
Ruínas do Hipocaustum de Aquis Originis

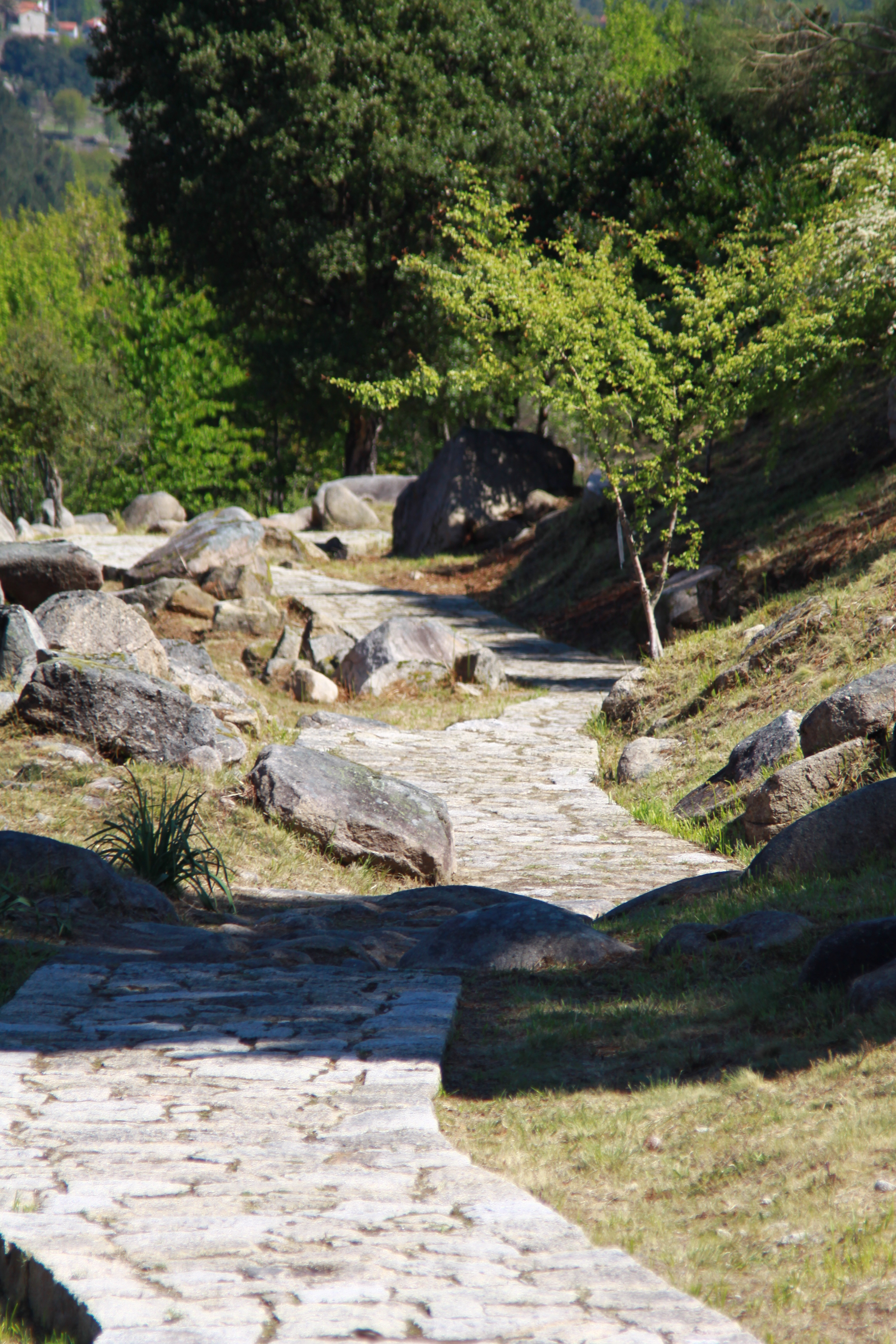
Aspecto da Via Nova uns 2,5 km antes de chegar a Aquis Originis desde o sul.

Aquis Originis era uma das onze mansio com as que contava a Via Nova, que era a via que comunicava Bracara Augusta com Astúrica Augusta nos tempos do império romano, e que cruzava em diagonal a actual província de Ourense. As mansio eram locais de estadia geridos pelo estado para o descanso dos viajantes que empregavam as calçadas romanas. A mansio estava na freguesia de Rio Caldo, na câmara municipal de Lobios, em pleno parque natural da Baixa Limia-Serra do Xurés.
Existe controvérsia sobre a situação da mansão. Apesar de Antonio Rodríguez Colmenero identificar a mansão com os restos de uma villa situada numa beira do rio Caldo, o arqueólogo Manuel Justo Rodríguez, que escavou o recinto da villa romana, entende que a Via Nova não corria por ali, mas sim uns metros mais acima na aba do monte.[carece de fontes?]